# Moldavië op het Eurovisiesongfestival 2009
Moldavië deed mee aan het Eurovisiesongfestival 2009 . Het was de vijfdedeelname van het land op het Eurovisiesongfestival. TRM was verantwoordelijk voor de Moldavische bijdrage voor de editie van 2009.

## Selectieprocedure
Er werd een open selectie georganiseerd tussen 10 november en 20 december 2008. In totaal werden er 39 inzendingen ontvangen, waarvan 2 buitenlandse.
De nationale finale werd georganiseerd op 14 februari en vond plaats in het Theatre of Opera in de Chisinau.
De winnaar van de finale werd bepaald door een combinatie van televoting, een jury en een TRM-comité.

| Volgorde | Artiest           | Lied                     | Televoting | TRM Comité | Jury | Totaal | Plaats |
| -------- | ----------------- | ------------------------ | ---------- | ---------- | ---- | ------ | ------ |
| 1        | Doina Gherman     | "Hei! Exploadează!"      | 0          | 6          | 7    | 13     | 8      |
| 2        | Corbus Albus      | "7 Days"                 | 0          | 7          | 5    | 12     | 10     |
| 3        | Veronica Stolli   | "Lerui - ler"            | 0          | 0          | 0    | 0      | 20     |
| 4        | Cristy Rouge      | "Women's Winner"         | 2          | 7          | 6    | 15     | 6      |
| 5        | Elena Buga        | "Queen"                  | 0          | 4          | 5    | 9      | 14     |
| 6        | Cristina Croitor  | "First Chance"           | 3          | 1          | 5    | 9      | 15     |
| 7        | Galina Şcoda      | "Joc de noroc"           | 4          | 6          | 5    | 15     | 7      |
| 8        | Ayra              | "Call Me A Liar"         | 5          | 2          | 5    | 12     | 11     |
| 9        | SunStroke Project | "No Crime"               | 8          | 10         | 8    | 26     | 3      |
| 10       | Marius            | "We'll Gonna Rock"       | 0          | 0          | 6    | 6      | 18     |
| 11       | Brand             | "Simt că este timpul"    | 1          | 2          | 5    | 8      | 16     |
| 12       | Dana Marchitan    | "Doar un pas"            | 0          | 3          | 5    | 8      | 17     |
| 13       | Dianna            | "I'm Missing You"        | 0          | 7          | 5    | 12     | 12     |
| 14       | Olia Tira         | "Unicul meu"             | 10         | 8          | 6    | 24     | 4      |
| 15       | Anişoara Balmuş   | "Adrenalina"             | 0          | 0          | 5    | 5      | 19     |
| 16       | Cezara            | "Tu, tată"               | 4          | 1          | 6    | 11     | 13     |
| 17       | Slavici           | "O fată cu părul de aur" | 3          | 5          | 5    | 13     | 9      |
| 18       | Katalina Rusu     | "Sparky Lady"            | 6          | 8          | 6    | 20     | 5      |
| 19       | Alexa             | "A Flight to the Light"  | 7          | 10         | 10   | 27     | 2      |
| 20       | Nelly Ciobanu     | "Hora din Moldova"       | 12         | 12         | 12   | 36     | 1      |

## In Moskou
Eerst moest men aantreden in de tweede halve finale als 15de net na Litouwen en voor Albanië.
Op het einde van de avond bleek het land in een van de enveloppen te zitten. Men was op een 5de plaats geëindigd met 106 punten, wat ruim voldoende was voor de finale.
België zat in de andere halve finale en Nederland had 4 punten over voor deze inzending.
In de finale trad men op als 13de, net na Bosnië en Herzegovina en voor Malta.
Op het einde van de puntentelling had men 69 punten verzameld, waarmee men op een 14de plaats was geëindigd.
Men ontving 2 keer het maximum van de punten.
België en Nederland hadden respectievelijk 4 en 0punten over voor deze inzending.

### Gekregen punten

#### Halve Finale 2
| 12 punten                               | 10 punten   | 8 punten                      | 7 punten                                                 | 6 punten      |
| --------------------------------------- | ----------- | ----------------------------- | -------------------------------------------------------- | ------------- |
|                                         | - Noorwegen | - Oekraïne - Rusland - Spanje | - Azerbeidzjan - Cyprus - Frankrijk - Servië - Slowakije | - Griekenland |
| 5 punten                                | 4 punten    | 3 punten                      | 2 punten                                                 | 1 punt        |
| - Hongarije - Ierland - Kroatië - Polen | - Nederland | - Slovenië                    | - Estland - Letland                                      |               |

#### Finale
| 12 punten             | 10 punten | 8 punten              | 7 punten                            | 6 punten           |
| --------------------- | --------- | --------------------- | ----------------------------------- | ------------------ |
| - Portugal - Roemenië |           |                       | - Azerbeidzjan - Oekraïne - Turkije |                    |
| 5 punten              | 4 punten  | 3 punten              | 2 punten                            | 1 punt             |
| - Polen - Spanje      | - België  | - Kroatië - Noorwegen | - Armenië                           | - Israël - Rusland |

| Jury punten finale  | Jury punten finale                     | Jury punten finale                              | Jury punten finale  | Jury punten finale                                     |
| 12 punten           | 10 punten                              | 8 punten                                        | 7 punten            | 6 punten                                               |
| ------------------- | -------------------------------------- | ----------------------------------------------- | ------------------- | ------------------------------------------------------ |
|                     | - Portugal - Roemenië                  | - België                                        | - Azerbeidzjan      | - Polen - Turkije                                      |
| 5 punten            | 4 punten                               | 3 punten                                        | 2 punten            | 1 punt                                                 |
| - Oekraïne - Spanje | - Armenië - Israël - Kroatië - Rusland | - Noorwegen - Slovenië - Tsjechië - Wit-Rusland | - IJsland - Letland | - Hongarije - Litouwen - Noord-Macedonië - Zwitserland |

| Televoting punten finale  | Televoting punten finale | Televoting punten finale                         | Televoting punten finale | Televoting punten finale                                |
| 12 punten                 | 10 punten                | 8 punten                                         | 7 punten                 | 6 punten                                                |
| ------------------------- | ------------------------ | ------------------------------------------------ | ------------------------ | ------------------------------------------------------- |
| - Roemenië                | - Portugal               |                                                  |                          | - Turkije                                               |
| 5 punten                  | 4 punten                 | 3 punten                                         | 2 punten                 | 1 punt                                                  |
| - Azerbeidzjan - Oekraïne | - Spanje                 | - Bulgarije - Cyprus - Ierland - Kroatië - Polen | - Noorwegen - Tsjechië   | - Griekenland - Hongarije - Israël - Servië - Slowakije |

### Punten gegeven door Moldavië

#### Halve Finale 2
| 12 punten | Azerbeidzjan |
| 10 punten | Noorwegen    |
| 8 punten  | Oekraïne     |
| 7 punten  | Estland      |
| 6 punten  | Griekenland  |
| 5 punten  | Albanië      |
| 4 punten  | Litouwen     |
| 3 punten  | Kroatië      |
| 2 punten  | Ierland      |
| 1 punt    | Polen        |

#### Finale
| 12 punten | Roemenië            |
| 10 punten | Azerbeidzjan        |
| 8 punten  | Noorwegen           |
| 7 punten  | Estland             |
| 6 punten  | Rusland             |
| 5 punten  | Denemarken          |
| 4 punten  | Oekraïne            |
| 3 punten  | IJsland             |
| 2 punten  | Kroatië             |
| 1 punt    | Verenigd Koninkrijk |

| 12 punten | Roemenië            |
| 10 punten | Azerbeidzjan        |
| 8 punten  | Estland             |
| 7 punten  | Noorwegen           |
| 6 punten  | Denemarken          |
| 5 punten  | Rusland             |
| 4 punten  | Verenigd Koninkrijk |
| 3 punten  | Kroatië             |
| 2 punten  | Frankrijk           |
| 1 punt    | Litouwen            |

| 12 punten | Roemenië     |
| 10 punten | Azerbeidzjan |
| 8 punten  | Noorwegen    |
| 7 punten  | Rusland      |
| 6 punten  | Estland      |
| 5 punten  | Oekraïne     |
| 4 punten  | IJsland      |
| 3 punten  | Turkije      |
| 2 punten  | Griekenland  |
| 1 punt    | Kroatië      |

2005 · 2006 · 2007 · 2008 · 2009 · 2010 · 2011 · 2012 · 2013 · 2014 · 2015 · 2016 · 2017 · 2018 · 2019 · 2020 · 2021 · 2022 · 2023 · 2024 · 2025